# Consejería de Hacienda, Economía y Administración Pública de la Generalidad Valenciana
La Consejería de Hacienda, Economía y Administración Pública (en valenciano, Conselleria d'Hisenda, Economia i Administració pública) es una consejería o departamento del Consejo de la Generalidad Valenciana con las competencias en materia de hacienda, gasto público, tesorería y juego, proyectos y fondos europeos, financiación autonómica, Inspección General de Servicios, subvenciones, función pública y tecnologías de la información y comunicación de la Administración.
Se trata de un departamento creado en la XI legislatura de la etapa autonómica, después de agrupar en esta algunas competencias integradas en consejerías distintas y actualmente desaparecidas: la consejería de Hacienda y Modelo Económico y la consejería de Justicia, Interior y Administración Pública.
Desde 2023, la consejera de Hacienda, Economía y Administración Pública es Ruth Merino Peña.

## Estructura
La Consejería de Hacienda, Economía y Administración Pública de la Generalidad Valenciana se estructura en los siguientes órganos:
- La Subsecretaría
- La Intervención General de la Generalidad
  - La Dirección General de la Intervención
- La Secretaría Autonómica de Hacienda y Economía
  - La Dirección General de Presupuestos
  - La Dirección General de Economía
  - La Dirección General de Tributos y Juegos
  - La Dirección General de Fondos Europeos
- La Secretaría Autonómica de Financiación
  - La Dirección General de Financiación y Sector Público
  - La Dirección General de Patrimonio
- La Secretaría Autonómica de Administración Pública
  - La Dirección General de Función Pública
  - La Dirección General de Tecnologías de la Información y las Comunicaciones

## Organismos adscritos
Diferentes organismos públicos situados dentro del territorio valenciano se encuentran adscritos a la Consejería de Hacienda, Economía y Administración Pública de la Generalidad Valenciana:
- Instituto Valenciano de Administración Pública (IVAP)
- Instituto Valenciano de Finanzas
- Agencia Tributaria Valenciana

## Consejeros
| Legislatura                                                                                 | Inicio                                                    | Fin                                                       | Titular                                                   | Partido                                                   |
| ------------------------------------------------------------------------------------------- | --------------------------------------------------------- | --------------------------------------------------------- | --------------------------------------------------------- | --------------------------------------------------------- |
| Preautonómica                                                                               |                                                           |                                                           |                                                           |                                                           |
| Consejería de Economía y Hacienda                                                           |                                                           |                                                           |                                                           |                                                           |
| 10 de abril de 1978                                                                         | 30 de junio de 1979                                       | Francisco Javier Máximo Aguirre de la Hoz                 | UCD                                                       |                                                           |
| Consejería de Economía y Hacienda, Interior y Trabajo, Obras Públicas y Urbanismo y Turismo |                                                           |                                                           |                                                           |                                                           |
| 30 de junio de 1979                                                                         | 17 de diciembre de 1979                                   | Enrique Monsonís Domingo                                  | UCD                                                       |                                                           |
| Consejería de Economía y Hacienda e Interior                                                |                                                           |                                                           |                                                           |                                                           |
| 17 de diciembre de 1979                                                                     | 15 de septiembre de 1981                                  | Enrique Monsonís Domingo                                  | UCD                                                       |                                                           |
| Consejería de Hacienda                                                                      |                                                           |                                                           |                                                           |                                                           |
| 15 de septiembre de 1981                                                                    | 11 de agosto de 1982                                      | Enrique Monsonís Domingo                                  | UCD                                                       |                                                           |
| Transición                                                                                  |                                                           |                                                           |                                                           |                                                           |
| 11 de agosto de 1982                                                                        | 30 de noviembre de 1982                                   | Jorge Navarro Canuto                                      | UCD                                                       |                                                           |
| 1 de diciembre de 1982                                                                      | 28 de junio de 1983                                       | Antonio Birlanga Casanova                                 | PSPV-PSOE                                                 |                                                           |
| I (1983-1987)                                                                               |                                                           |                                                           |                                                           |                                                           |
| Consejería de Economía y Hacienda                                                           |                                                           |                                                           |                                                           |                                                           |
| 28 de junio de 1983                                                                         | 27 de julio de 1987                                       | Antonio Birlanga Casanova                                 | PSPV-PSOE                                                 |                                                           |
| II (1987-1991)                                                                              |                                                           |                                                           |                                                           |                                                           |
| 27 de julio de 1987                                                                         | 16 de julio de 1991                                       | Antonio Birlanga Casanova                                 | PSPV-PSOE                                                 |                                                           |
| III (1991-1995)                                                                             | 16 de julio de 1991                                       | 11 de julio de 1993                                       | Antonio Birlanga Casanova                                 | PSPV-PSOE                                                 |
| III (1991-1995)                                                                             | 12 de julio de 1993                                       | 6 de julio de 1995                                        | Aurelio Martínez Estévez                                  | PSPV-PSOE                                                 |
| IV (1995-1999)                                                                              |                                                           |                                                           |                                                           |                                                           |
| 6 de julio de 1995                                                                          | 24 de febrero de 1997                                     | José Luis Olivas Martínez                                 | PPCV                                                      |                                                           |
| Consejería de Economía, Hacienda y Administración Pública                                   |                                                           |                                                           |                                                           |                                                           |
| 24 de febrero de 1997                                                                       | 23 de julio de 1999                                       | José Luis Olivas Martínez                                 | PPCV                                                      |                                                           |
| V (1999-2003)                                                                               |                                                           |                                                           |                                                           |                                                           |
| Consejería de Economía y Hacienda                                                           |                                                           |                                                           |                                                           |                                                           |
| 23 de julio de 1999                                                                         | 22 de mayo de 2000                                        | Vicente Rambla Momplet                                    | PPCV                                                      |                                                           |
| Consejería de Economía, Hacienda y Empleo                                                   |                                                           |                                                           |                                                           |                                                           |
| 22 de mayo de 2000                                                                          | 21 de junio de 2003                                       | Vicente Rambla Momplet                                    | PPCV                                                      |                                                           |
| VI (2003-2007)                                                                              |                                                           |                                                           |                                                           |                                                           |
| 21 de junio de 2003                                                                         | 29 de junio de 2007                                       | Gerardo Camps Devesa                                      | PPCV                                                      |                                                           |
| VII (2007-2011)                                                                             |                                                           |                                                           |                                                           |                                                           |
| 29 de junio de 2007                                                                         | 22 de junio de 2011                                       | Gerardo Camps Devesa                                      | PPCV                                                      |                                                           |
| VIII (2011-2015)                                                                            |                                                           |                                                           |                                                           |                                                           |
| Consejería de Hacienda y Administración Pública                                             |                                                           |                                                           |                                                           |                                                           |
| 22 de junio de 2011                                                                         | 30 de noviembre de 2012                                   | José Manuel Vela Bargues                                  | PPCV                                                      |                                                           |
| 30 de noviembre de 2012                                                                     | 26 de junio de 2015                                       | Juan Carlos Moragues Ferrer                               | PPCV                                                      |                                                           |
| IX (2015-2019)                                                                              |                                                           |                                                           |                                                           |                                                           |
| Consejería de Hacienda y Modelo Económico                                                   |                                                           |                                                           |                                                           |                                                           |
| 26 de junio de 2015                                                                         | 17 de junio de 2019                                       | Vicent Soler Marco                                        | PSPV-PSOE                                                 |                                                           |
| X (2019-2023)                                                                               |                                                           |                                                           |                                                           |                                                           |
| 17 de junio de 2019                                                                         | 16 de mayo de 2022                                        | Vicent Soler Marco                                        | PSPV-PSOE                                                 |                                                           |
| 17 de junio de 2019                                                                         | 16 de mayo de 2022                                        | Arcadi España García                                      | PSPV-PSOE                                                 |                                                           |
| XI (2023-)                                                                                  | Consejería de Hacienda, Economía y Administración Pública | Consejería de Hacienda, Economía y Administración Pública | Consejería de Hacienda, Economía y Administración Pública | Consejería de Hacienda, Economía y Administración Pública |
| XI (2023-)                                                                                  | 19 de julio de 2023                                       | En el cargo                                               | Ruth María Merino Peña                                    | PPCV                                                      |